# بیاتان (بروجرد)
بیاتان (بروجرد)، روستایی از توابع بخش اشترینان شهرستان بروجرد در استان لرستان ایران با قدمت زیاد که کوه و قلعه یزدگردسوم و قلعه خاکی مربوط به دوران ساسانی در تاریخ ۲۳ شهریور ۱۳۸۲ با شماره ثبت ۹۹۷۸ در آن به ثبت ملی رسیده است.

## جمعیت
این روستا در دهستان اشترینان قرار دارد و براساس سرشماری مرکز آمار ایران در سال ۱۳۸۵، جمعیت آن ۲۷۷ نفر (۷۹خانوار) بوده‌است.